# Sergiusz (Kykkotis)
Sergiusz, imię świeckie Sergios Kykkotis (ur. 1967 w Kaminaria) – cypryjski duchowny prawosławny w jurysdykcji Patriarchatu Aleksandrii, od 1999 metropolita Przylądka Dobrej Nadziei.

## Życiorys
Święcenia diakonatu przyjął w 1986, a prezbiteratu w 1996. 27 listopada 1999 otrzymał chirotonię biskupią.
W czerwcu 2016 r. uczestniczył w Soborze Wszechprawosławnym na Krecie.